# Membraniporella distans
Membraniporella distans is een mosdiertjessoort uit de familie van de Cribrilinidae. De wetenschappelijke naam van de soort is voor het eerst geldig gepubliceerd in 1882 door MacGillivray.